# Isusovo rođenje u likovnoj umjetnosti
Isusovo rođenje je čest motiv u kršćanskoj umjetnosti od 4. stoljeća. Umjetnički prikaz Isusova rođenja, koje se slavi na Božić, temelji se na biblijskim izvještajima iz Evanđelja po Mateju i Luki te na pisanoj i umjetničkoj tradiciji. Kršćanska umjetnost uključuje jako velik broj prikaza Blažene Djevice Marije i Isusa u obliku djeteta. Pojavljuju se i likovi sv. Josipa, mudrih žena, dvije životinje: magarac i vol, koje svojim dahom griju dijete te anđeli i pastiri. 
Ono što se svaki put mijenjalo, kada je nastajala jedna nova slika Isusova rođenja, nije bilo samo tematske prirode. Različito i novo bilo je ono što je umjetnik želio pokazati, postići, ostvariti i izraziti pomoću te teme. Zato se te slike formalno bitno razlikuju, iako je tema ista. Postoje razne umjetničke forme prikaza Isusova rođenja poput: murala, iluminacija, skulpture, minijature, ulja na platnu itd. Veličina varira od minijatura do prikaza u prirodnoj veličini. Često je i motiv iznad oltara u crkvama, kao kombinacija slika i skulptura.

## Isusovo rođenje
Prema Bibliji, Isusa, Božjeg Sina, rodila je Djevica Marija, uz pomoć svoga zaručnika Josipa u gradu Betlehemu. Car August zapovjedio je popisivanje stanovništva te su Josip i Marija krenuli na put. Zbog gužvi nisu mogli naći mjesto u svratištima te su na posljetku završili u staji, okruženi domaćim životinjama, gdje se Isus rodio.
Anđeli su pastirima dojavili vijest o Isusovu rođenju te su prvi vidjeli dijete. Poslije je zvijezda repatica dovela sveta tri kralja do Isusa.
Prizor u brojnim prikazima i umjetničkim djelima uključuje svetu obitelj, tri kralja (mudraca) - Baltazara, Melkiora i Gašpara, koji su Isusu donijeli darove - zlato, tamjan i smirnu. Često se prave i jaslice, koje uključuju figurice navedenih osoba, zajedno sa životinjama i stajom. Prve je jaslice napravio sveti Franjo Asiški, 1223. godine u prirodnoj veličini.
Prikaz rođenja Isusova po Lukinu Evanđelju (1-2):

U one dane izađe naredba cara Augusta da se provede popis svega svijeta. Bijaše to prvi popis izvršen za Kvirinijeva upravljanja Sirijom. Svi su išli na popis, svaki u svoj grad. Tako i Josip, budući da je bio iz doma i loze Davidove, uziđe iz Galileje, iz grada Nazareta, u Judeju - u grad Davidov, koji se zove Betlehem - da se podvrgne popisu zajedno sa svojom zaručnicom Marijom koja bijaše trudna. I dok su bili ondje, navršilo joj se vrijeme da rodi. I porodi sina svoga, prvorođenca, povi ga i položi u jasle jer za njih nije bilo mjesta u svratištu.

## Jaslice
Jaslice su prikaz Isusova rođenja pomoću figurica i pejsažnih kulisa. Postavljuju se u crkvama i domovima u božićno vrijeme. Sastoje od pomičnih i nepomičnih figurica, kojima se prikazuje Isusovo rođenje. Središte je dijete Isus, koji leži na slami, a uza njega su i majka Marija i sv. Josip, zatim životinje: magarac, vol i druge te anđeli i pastiri. Iza figurica su pejsažni motivi, koji dočaravaju Betlehem u doba Isusova rođenja.

## Povijesni prikaz

### Rano kršćanstvo
U prvim stoljećima kršćanstva, blagdan Bogojavljanja, kojim se slavio poklon sv. Tri kralja Isusu, bio je važniji od Božića. Prvi spomen proslave Božića, potječe iz 354. godine, a jedan od najranijih slikovnih prikaza Isusova rođenja je na sarkofagu iz 4. stoljeća u Rimu. Prije toga, u rimskim katakombama pojavljivale su se slike poklona Sveta tri kralja. Na tim slikama, Djevica Marija sjedi s Isusom u naručju, a kraljevi prinose svoje darove. Taj način likovnog izražavanja ima dugu tradiciju u mediteranskoj i bliskoistočnoj kulturi, npr. u rimskoj umjetnosti s prikazima barbara, kako nose poklone rimskom caru.
Najraniji prikazi Isusova rođenja često su vrlo jednostavni, samo pokazuju djetešce zamotano u platno, kako leži na tlu ili je položeno u košaru. Magarac i vol su uvijek prikazani, a od ljudi Djevica Marija ili čak ni ona. Premda se magarac i vol ne spominju u Evanđeljima, postoje zapisi o njima u Starom zavjetu npr. u knjizi proroka Izaije: "Vol poznaje svog vlasnika, a magarac jasle gospodareve - Izrael ne poznaje, narod moj ne razumije."
Od kraja 5. stoljeća, nakon Efeškoga sabora, Djevica Marija se redovito pojavljuje na prikazima Isusova rođenja, a kasnije i sv. Josip kao važan element. Ako se pojavljuju građevine, to je najčešće jednostavni krov, kojeg podupiru stupovi.

### Bizantska tradicija
Novi način prikaza Isusova rođenja, kojega su razvili istočni kršćani ima najranije verzije najvjerojatnije iz Palestine u 6. stoljeću. Na slikama se pojavljuje spilja, koja je inspirirana spiljom iz Bazilike Rođenja Isusova u Betlehemu, koju kao mjesto Isusova rođenja već sredinom 2. stoljeća spominje kršćanski filozof i apologet Justin rodom iz grada Flavia Neapolis, današnjega Nablusa. Djevica Marija je prikazana u ležećem položaju, kako se oporavlja nakon poroda, Isus je kraj nje, a sveti Josip se odmara. Ponekad se javlja i posebna scena, gdje Isusa kupaju jedna ili dvije žene, od kojih se jedna zove Saloma. Ta scena se temelji na ranim apokrifnim izvorima. Na nekim prikazima Isusova rođenja, javlja se i betlehemska zvijezda, koju su pratili Sveta tri kralja, da pronađu Isusa.
- Scene iz Isusova života, triptih iz Konstantinopola, kasno 10. stoljeće, čuva se u Louvreu.
- Bizantska freska iz Grčke, sredina 14. stoljeća.
- Slika Andreya Rubleva iz 1405. u Moskvi.
- Rumunjska ikona.

#### Kasna bizantska tradicija u Zapadnoj Europi
- Romaneskna freska iz Španjolske oko 1100. god.
- Mosaik u bizantinskom stilu, Palermo, 1150. god.
- Mozaik iz crkve "Santa Maria Trastevere" u Rimu.
- Duccio, 13. stoljeće.

### Srednji vijek
U Europi su prihvatili mnoge bizantinske ikonografske elemente. Izostavile su se žene, koje kupaju Isusa, jer su teolozi opovrgnuli legendu o tome. Ponekad ostaje scena kupanja, ali sada Djevica Marija kupa Isusa. 
U vrijeme romanike, jedan od prizora Isusova rođenja nalazi se i na portalu na zapadnoj fasadi trogirske katedrale, kojeg je isklesao majstor Radovan s još dvojicom kipara 1240. godine. Reljef rođenja je dio Kristova ciklusa. Prikazana je Bogorodica s Djetetom Isusom kako leži u ležaju uz kojeg se ističu zavjese i draperija. Marijin ležaj čini trapez. Oko su raspoređeni anđeli i pastiri, a u sredini je betlehemska zvijezda. Reljef je nizak, doživljava se vrlo plastično, ima mekane prijelaze iz ravne pozadine u izbočenja, iz jedne istaknute plohe u drugu. Igra svjetlosti i sjena je vrlo živa, jer su plohe relativno male i neprestano mijenjaju nagib jedna prema drugoj. 
Za vrijeme gotike, na sjeveru Europe prije nego što u Italiji, na umjetničkim djelima, povećava se bliskost između Djevice Marije i Isusa. Djevica drži Isusa u naručju ili ga gleda. Primjer za gotički način prikaza Isusova rođenja je oltarna pregrada iz francuskog grada Chartresa. Prizor se odvija u prostoriji sa zastorom i ležajem. Prostorni odnosi su određeni variranjem visine reljefa. Željela se pokazati veza između Bogorodice i Djeteta Isusa. Dok je u romanici, pozadina bila apstraktna ravna ploha (likovna umjetnost), sada je naborani zastor. Reljef je rezveden u nabore i detalje. Planovi su odvijaju prema naprijed, od plitkog do sve višeg i višeg reljefa. 
Prikaz Isusova rođenja u srednjovjekovnoj Sjevernoj Europi bio je često pod utjecajem vizije Isusova rođenja, koju je imala popularna mističarka sv. Brigita Švedska (1303. – 1373.) Kratko prije smrti, opisala je viziju Djeteta Isusa kako leži na tlu i osobno je izvor svjetlosti, a Djevica Marija je plavokosa. Na mnogim umjetničkim djelima, smanjuje se svjetlost, da se dodatno naglasi Isusova svjetlost. Ostali detalji poput svijeće na zidu ili prisutnost Boga Oca, također dolaze od vizije sv. Brigite.
U 15. stoljeću, jedan od najčešćih prikaza je scena Djevice Marije kako kleči i moli se pred Isusom u prisutnosti sv. Josipa. Inačice se pojavljuju od 1300. god., a imaju franjevački utjecaj.
Sveti Josip se tradicionalno prikazuje kao starac, često kako spava. Ponekad odkida dio svoje odjeće, da pokrije Isusa. Taj prikaz se javlja oko 1400. god., a ima izvore iz pjesama. Od 15. stoljeća sv. Josip, više se spominje i promovira pod djelovanjem franjevaca i drugih. U 17. stoljeću, smanjuje se njegova uloga. Na nekim prikazima, sv. Josip ima svijeću u ruci, čak i po danjem svijetlu, što proizlazi iz vizije sv. Brigite.
- Najstariji prikaz Bogorodice i Djeteta Isusa u Zapadnoj Europi iz Knjige Kellsa, na početku Evanđelja po Mateju, oko 800. godine.
- Vitraj iz 12. stoljeća u bazilici sv. Denisa u Parizu.
- Engleski alabaster iz oko 1400. godine.
- Prikaz Isusova rođenja u kapeli Scrovegni, rad  Giotta.

### Renesansa i barok
Od 15. stoljeća, motiv poklona Sveta tri kralja postaje češći od motiva Isusova rođenja. Slike postaju veće s više boja i detalja. U prijašnjim razdobljima, puno češći je bio prikaz pastira u odnosu na Sveta tri kralja. U Zapadnoj Europi u vrijeme renesanse, odjeća sv. Tri kralja je sve raskošnija i egzotičnija. Puno se manja pažnja posvećuje religijskom značenju, pogotovo u Firenci, gdje su nastale velike svjetovne slike. Na poznatim freskama u kapeli Sveta tri kralja u palači Medici u Firenci, koje je naslikao talijanski slikar Benozzo Gozzoli od 1459. do 1461., jedino se po nazivu i smještaju u kapeli, može reći, da se radi o religijskim motivima. Na freskama se pojavljuju i članovi obitelji Medici. Talijanskom je slikaru Pieru della Francesci, tema Isusovog rođenja povod, da izrazi svoje zanimanje za opažajni svijet prirode, ljudskog tijela i njihove međusobne odnose. Likovi su smješteni na visoravni ispod koje kroz stijene vijuga rijeka. Desno se nazire grad. Likovi su odvojeni od pejzaža, natkritim zidom. Sv. Josip sjedi zdesna, Bogorodica kleči kraj Djeteta Isusa, iza kojega stoje anđeli s lutnjama. Prisutni su i pastiri. Zbog danje svjetlosti, posvijetljena je svaka pojedinost.
Od 16. stoljeća, jako su rijetki motivi Isusova rođenja sa Svetom obitelji (Isus, Djevica Marija i sv. Josip). Michelangelo Merisi da Caravaggio, poznatiji kao Caravaggio pokrenuo je povratak realističnijim prikazima i ponovnom prikazu motiva pastira. Slikari kao što su Gerard van Honthorst, Georges de La Tour, Charles Le Brun i drugi, imaju različite načine prikazivanja, drugačije od tradicionalnih. Slika Isusova rođenja, Georgesa de la Toura, djeluje posve mirno. Postoje svega tri lika, koji su posve u prvom planu, prikazani do pojasa. Prostor oko njih nije ničime određen. Postoji odnos svijetla i tame, noćni je prizor,  a izvor svjetlosti je svijeća zaklonjena rukom. Granice između svijetlih i tamnih dijelova jasno se mogu uočiti, a kretnje su mirne i zaustavljene.
U vrijeme baroka, pojavljuje se na slikama i skulpturama, bogata igra svjetlosti i sjene te kontrasta. Prostor je definiran svjetlošću i položajem likova. Dijagonalnom kretanju suprotstavljaju se horizontale. Inzistira se na živopisnosti boja i tkanina u koje su odjeveni likovi. Na slici El Greca, španjolskog slikara iz 16. stoljeća, svjetlost obasjava samo neke dijelove, a drugi ostaju u tami. Glavno zanimanje umjetnika, usredotočeno je na odnos svijetla i tame. Zbog njihova sukobljavajućega djelovanja, likovi gube svoje uobičajene razmjere i čvrstoću, granice između njih i prostora nestaju, a obrise određuje isprekidano izmjenjivanje svjetlosti i tame, a iz položaja i kretnji likova i njihova razmještaja, proizlazi uznemirenost i pokretnost. 
- Piero della Francesca, nezavršeno djelo.
- Motiv Isusova rođenja u terakoti, La Verna.
- Giorgione oko 1507.
- Djelo Pietera Bruegela.

### Moderno doba
Motivi Isusova rođenja su i dalje česti, bilo da se radi o umjetničkim djelima ili o komercijalnim prikazima poput čestitki za Božić, jaslicama i sl. U crkvi Presvetog Trojstva u Bostonu u SAD-u, nalaze se vrijedni prikazi Isusova rođenja u obliku vitraja, rad Edward Burne-Jonesa i dr., od 1882. na dalje. Od 1927. godine, Concordia College Minnesota iz SAD-a, izrađuje jedinstvene murale s prizorima Isusova rođenja, povodom božićnih koncerata.
- Narodno slikarstvo, slikar Mikael Toppelius.
- Francesco Landonio oko 1750.
- Biblijska ilustracija oko 1900. god.
- Jaslice, rad Billa Egana iz SAD-a, 21. stoljeće.

## Vanjske poveznice
| Portal:Kršćanstvo | Portal: Kršćanstvo |

| portal: likovna umjetnost | portal: likovna umjetnost |

- Umjetničke slike s prizorima Isusova rođenja.
- Slike s božićnim motivima  Arhivirana inačica izvorne stranice od 24. prosinca 2008. (Wayback Machine)
- Božić u umjetnosti  Arhivirana inačica izvorne stranice od 2. prosinca 2008. (Wayback Machine)
- Isusovo rođenje u umjetnosti u Encyclopaedii Britannica

### Ostali projekti
|  | Zajednički poslužitelj ima stranicu o temi Isusovo rođenje |